# The Saint Takes Over
Pour les articles homonymes, voir Le Saint.
Série
The Saint's Double Trouble
(1940) The Saint in Palm Springs
(1941)
Pour plus de détails, voir Fiche technique et Distribution.
The Saint Takes Over est un film américain réalisé par Jack Hively, sorti en 1940, d'après le personnage créé par Leslie Charteris et basé sur un scénario original de Lynn Rooth et Frank Fenton.

## Synopsis
Simon Templar prête main-forte à l’inspecteur Fernack confronté à un gang de racketteurs. Le policier se retrouve en très fâcheuse situation, accusé de vol et de meurtre. Fernack a été suspendu car on trouvé chez lui 50 000 dollars. Il a été piégé par des gangsters qui agissent dans le milieu des jeux. Le principal témoin à charge, Jeremy Summers, a été assassiné.

## Fiche technique
- Réalisation : Jack Hively
- Scénario : Lynn Rooth et Frank Fenton, d'après le personnage de Leslie Charteris
- Images :  Renié
- Musique : Roy Webb
- Son : Earl. A Wolcott
- Montage : Desmond Marquette
- Production : RKO Radio Pictures
- Producteur : Howard Benedict
- Distribution : RKO Radio Pictures
- Genre : film policier
- Pays de production :  États-Unis
- Année de tournage : 1940
- Durée : 69 minutes
- Format : 35mm - noir et blanc
- Date de sortie :
  - États-Unis : 7 juin 1940

## Distribution
- George Sanders : Simon Templar
- Wendy Barrie : Ruth Summers
- Jonathan Hale : Inspecteur John Fernack
- Paul Guilfoyle : Clarence Pearly Gates
- Morgan Conway : Sam Reese
- Robert Emmett Keane : Leo Sloan
- Cy Kendall  : Max Bremer
- James Burke : Le patrouilleur Mike
- Robert Middlemass : Capitaine Wade
- Roland Drew : Albert Rocky Weldon
- Nella Walker  : Mrs. Lucy Fernack
- Pierre Watkin : Ben Eagan

## Commentaires
Ce film est à nouveau basé sur un scénario original. Les romans de Leslie Charteris ne semblent plus convenir aux studios RKO alors que l’écrivain multiplie les parutions.
Les critiques de l’époque du New York Times qualifient le film de mélange entre comédie et mystère, et reprochent à l’intrigue d’être de reprendre à la fois des éléments de l’intrigue de The Saint in New York et de The Saint Strikes Back sans réellement innover. Le film a la particularité de voir Le Saint venir en aide de l’inspecteur Fernack et l’innocenter d’un vol et d’un meurtre. Passé cet élément de surprise, l’histoire est très conventionnelle.
Wendy Barrie, dans un rôle différent, revient après avoir joué Valérie Travers dans The Saint Strikes Back. Sans surprise, Jonathan Hale est de retour dans le rôle de l’inspecteur Fernack, ennemi du Saint auquel il devra cette-fois son salut. Il a été noté par la critique que Jonathan Hale volait la vedette à George Sanders. Le film est sorti seulement quelques mois après le précédent. RKO cherche à exploiter le filon, et l’on peut comprendre que l’auteur Leslie Charteris après coup se soit montré frustré et réticent à accorder les droits pour de nouvelles adaptations.

## DVD
Le film a été édité en DVD par les éditions Montparnasse